# 성왕로
성왕로 (Seongwang-ro)는 충청남도 부여군 부여읍 부여교차로 와 부여군 부여읍 가탑 교차로를 잇는 충청남도의 도로이다. 

## 주요 경유지
충청남도
- 부여군 부여읍

## 노선
| 이름            | 접속 노선                            | 소재지 | 소재지 | 비고 |
| --------------- | ------------------------------------ | ------ | ------ | ---- |
| 부여 교차로     | 국도 제4호선 (대백제로)              | 부여군 | 부여읍 |      |
| 백강 교차로     | 계백로                               | 부여군 | 부여읍 |      |
| 성왕 로터리     | 반월로                               | 부여군 | 부여읍 |      |
| 미성삼거리      | 석탑로                               | 부여군 | 부여읍 |      |
| 동부농협 사거리 | 월함로 계백로                        | 부여군 | 부여읍 |      |
| 대항로 로터리   | 지방도 제651호선 (북포로) 백제문화로 | 부여군 | 부여읍 |      |
| 가탑교          |                                      | 부여군 | 부여읍 |      |
| 가탑 교차로     | 국도 제4호선 (대백제로)              | 부여군 | 부여읍 |      |

## 주요 건물 및 시설
- S-OIL 두성직영 슈퍼맨주유소 (성왕로 58/군수리 158-1)
- 롯데하이마트 부여점 (성왕로 132/동남리 523-11)
- 기아자동차 백제대리점 (성왕로 154/구교리 395-2)
- 삼성디자인플라자 부여점 (성왕로 157/구교리 383-3)
- GS칼텍스 중앙주유소 (성왕로 160/구교리 408)
- 농협 부여농협 서부지점 (성왕로 168/구교리 404)
- LG전자 베스트샾 부여백제점 (성왕로 178/구아리 409)
- 이마트24 충남부여점 (성왕로 244/관복리 121-5)
- 충청남도부여교욱지원청 부여도서관 (성왕로 259/쌍북리 638)
- HD현대오일뱅크 부여주유소 (성왕로 266/쌍븍리 635-2)
- 한국타이어 백제대리점 (성왕로 310/쌍북리 568-8)
- 농협 백제금산인삼농협 본점 (성왕로 311/쌍북리 567)
- 현대자동차 블루핸즈 부여점 (성왕로 369/쌍북리 175-4)
- 알뜰 하나주유소 (성왕로 382/쌍북리 74-3)
- 한국전력공사 부여지사 (성왕로 96/쌍북리 69-2)